# Chile España (métro de Santiago)
Chile España est une station de la ligne 3 du métro de Santiago, située dans la commune de Ñuñoa. Elle est établie sous l'intersection entre les avenues Irarrázaval et José Pedro Alessandri.

## Situation sur le réseau
Elle se situe entre Ñuñoa à l'ouest, en direction de Los Libertadores, et Villa Frei à l'est, en direction de Fernando Castillo Velasco.

## Histoire
La station est ouverte le 22 janvier 2019, lors de la mise en service de la ligne 3.

## Services aux voyageurs

### Accès et accueil
La station possède un unique accès équipé d'un ascenseur.